# ボールドリック
ボールドリック（欧字名:Baldric、1961年5月16日 - 1986年8月26日）は、アメリカ合衆国で生産された競走馬、種牡馬。
欧州で走りイギリスで大レースを2つ制した。種牡馬としては、フランスと日本で一定の成功をおさめた。

## 概要
ボールドリックはアメリカ生まれの競走馬で、馬主もアメリカ人である。フランスに送られ、オーストラリア人調教師に管理され、主にイギリスで活躍した。イギリスで1964年の2000ギニー、チャンピオンステークスに勝ち、中距離馬として高い評価を得た。
フランスで種牡馬になり、アイルランドダービー馬のアイリッシュボールを出すなど、一定の成功を収めた。のちに日本へ輸入され、天皇賞馬キョウエイプロミスなどを出したが、産駒は気難しいのが特徴だった。アイリッシュボールも日本へ輸入されたが、日本では父系は発展しなかった。オセアニアでは産駒が大人気となり、多くが種牡馬になり、父系が何代か続いた。母の父(BMS)としてはじゅうぶんな実績を残し、フランスではBMSチャンピオンになったほか、日本でも何年にもわたって上位に入った。

### 馬名の表記について
ボーリドリックは、フランスでデビューした時点では「Baldric」と表記されている。3歳になってイギリスへ遠征したが、イギリスには既に「Baldric」という名前の競走馬が登録されていたので、当時の定めに則って、イギリスでは「Baldric II」と表記された。イギリスと馴染みの深いカナダやアメリカ、オーストラリアの当時の新聞記事などでも「BaldricII」の表記を行っている事例もある。イギリス由来の文献を翻訳したものなど、同時代の日本語文献でも同馬を「ボールドリックII」と表記するものもある。
ボールドリックは後年、種牡馬として日本に輸入された。日本では「ボールドリック」として正式に登録されており、血統書などでも「ボールドリック」あるいは輸入馬を示す「＊（アスタリスク）」をつけて「＊ボールドリック」のように表記する。
なお英単語としての「baldric」は「飾帯」・「綬帯」と訳され、剣などを携えるためのタスキ、あるいはそれが儀礼化した礼装を表す。

## 血統と出自
| ＊ボールドリック Baldricの血統 | ＊ボールドリック Baldricの血統    | ＊ボールドリック Baldricの血統 | （血統表の出典） | （血統表の出典） |
| 父 Round Table 鹿毛 1954       | 父の父Princequillo 鹿毛 1940      | Prince Rose                    | Rose Prince      | Rose Prince      |
| 父 Round Table 鹿毛 1954       | 父の父Princequillo 鹿毛 1940      | Prince Rose                    | Indolence        |                  |
| 父 Round Table 鹿毛 1954       | 父の父Princequillo 鹿毛 1940      | Cosquilla                      | Papyrus          | Papyrus          |
| 父 Round Table 鹿毛 1954       | 父の父Princequillo 鹿毛 1940      | Cosquilla                      | Quick Thought    |                  |
| 父 Round Table 鹿毛 1954       | 父の母Knight's Daughter 鹿毛 1941 | Sir Cosmo                      | The Boss         | The Boss         |
| 父 Round Table 鹿毛 1954       | 父の母Knight's Daughter 鹿毛 1941 | Sir Cosmo                      | Ayn Hali         |                  |
| 父 Round Table 鹿毛 1954       | 父の母Knight's Daughter 鹿毛 1941 | Feola                          | Friar Marcus     | Friar Marcus     |
| 父 Round Table 鹿毛 1954       | 父の母Knight's Daughter 鹿毛 1941 | Feola                          | Aloe             |                  |
| 母 Two Cities 鹿毛 1948        | 母の父Johnstown 鹿毛 1936         | Jamestown                      | St.James         | St.James         |
| 母 Two Cities 鹿毛 1948        | 母の父Johnstown 鹿毛 1936         | Jamestown                      | Mlle Dazie       |                  |
| 母 Two Cities 鹿毛 1948        | 母の父Johnstown 鹿毛 1936         | La France                      | Sir Gallahad     | Sir Gallahad     |
| 母 Two Cities 鹿毛 1948        | 母の父Johnstown 鹿毛 1936         | La France                      | Flambette        |                  |
| 母 Two Cities 鹿毛 1948        | 母の母Vienna 黒鹿毛 1941          | Menow                          | Pharamond        | Pharamond        |
| 母 Two Cities 鹿毛 1948        | 母の母Vienna 黒鹿毛 1941          | Menow                          | Alcibiades       |                  |
| 母 Two Cities 鹿毛 1948        | 母の母Vienna 黒鹿毛 1941          | Valse                          | Sir Gallahad     | Sir Gallahad     |
| 母 Two Cities 鹿毛 1948        | 母の母Vienna 黒鹿毛 1941          | Valse                          | Valkyr           |                  |
| 母系(F-No.)                    | (FN:13-c)                         | (FN:13-c)                      | (FN:13-c)        | [ § 2 ]          |
| 5代内の近親交配                | Sir Gallahad 4×4                  | Sir Gallahad 4×4               | Sir Gallahad 4×4 | [ § 3 ]          |
| 出典                           | 1. 2. 3.                          | 1. 2. 3.                       | 1. 2. 3.         | 1. 2. 3.         |

### 父ラウンドテーブル

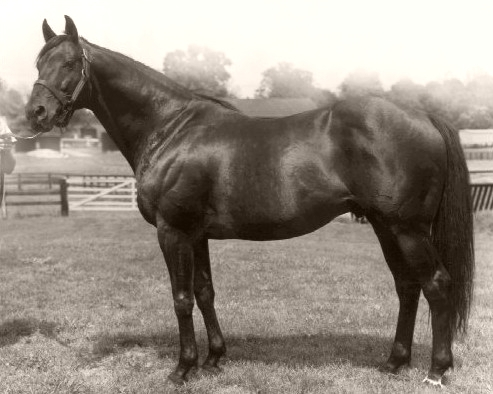
父のラウンドテーブル

ボールドリックは、父ラウンドテーブルの初年度産駒である。ラウンドテーブル自身はアメリカ生まれでアメリカで走った競走馬だが、その両親はともにイギリスの競走馬であり、血統はイギリスで成功してきたものである。
ラウンドテーブルは1950年代の世界を代表する名馬の1頭で、ボールドルーラー、ギャラントマンと争って通算43勝をあげ、175万ドルを稼いで獲得賞金額の世界記録を作った。
ラウンドテーブルは1958年にアメリカで年度代表馬となったほか、1957年から1959年までの3年間アメリカの芝部門のチャンピオンに君臨した。1959年のシーズンを最後に競走馬として引退し、1960年から種牡馬になった。ボールドリックはその最初の世代の産駒である。
現役時代にラウンドテーブルのライバルだったボールドルーラーは、ラウンドテーブルより1年早く種牡馬入りし、産駒が競走年齢に達した2年目の1963年には早くも全米種牡馬チャンピオンとなって歴史的な大成功を収めた。それと比べてしまうとラウンドテーブルの種牡馬としての出だしの成績は見劣りするが、それでも一流の成績ではあった。ラウンドテーブルは種牡馬デビューから10年経って、1972年にようやく全米の種牡馬チャンピオンになり、ボールドルーラーと並ぶ名声を得るようになった。が、その時点ではボールドリックはとっくに現役を引退して種牡馬になっていたので、ラウンドテーブルの種牡馬チャンピオン達成にボールドリックが直接寄与したわけではない。

### 母トゥーシティーズ
イギリス血統の父ラウンドテーブルに対して、母のトゥーシティーズの母系は代々アメリカで活躍してきた。この母系を遡ると、20世紀初頭のアメリカの重要な繁殖牝馬であるフリゼット(Frizette)に行き着く。フリゼットはフリゼットステークスの名前のもとになった基礎繁殖牝馬である。これより更に遡ると、イギリス二冠牝馬ショットオーヴァーを経て13号族の13-c分枝の祖であるストレイショット(Stray Shot)に至る。
4代母のヴァルキュア(Valkyr)の産駒には、アメリカ3歳牝馬チャンピオンのヴェイグランシー(Vagrancy)、CCAオークスのハイプノティック(Hypnotic)、スピナウェイステークスのヴィカレス(Vicaress)がいる。それぞれの子孫にも活躍馬が出ている。3代母（曾祖母）のヴァールス(Valse)はアラバマステークス3着馬、2代母（祖母）のヴィエナ(Vienna)はアラバマステークス優勝馬である。ヴィエナの産駒（トゥーシティーズから見ると半弟、ボールドリックからみると叔父にあたる）アンブラー(Ambler)はクレイヴンステークスやブルーリバンドトライアルステークスを勝って、アルゼンチンで種牡馬になった。
母のトゥーシティーズは現役時代は13戦1勝の成績である。トゥーシティーズの産駒で、ボールドリックよりも年上のものとしては、アメリカで20勝をあげた半姉ルシーマネット(Lucie Manette)、ピムリコカップハンデ連覇など8勝をあげた半兄クロスチャンネル(Cross Channel)がいる。
このほかボールドリックより後に活躍したものとしては、ボールドリックの半弟にあたるヴィレッジスクウェア(Village Square) がフランスでシュマンドフェルデュノール賞、モートリー賞など4勝をあげ、オーストラリアで種牡馬になったほか、ボールドリックの半姉＊パリジャン(Parisian)が繁殖牝馬として日本に輸入され、1980年代に活躍したホースメンワイルド（宝塚記念3着、京都記念3着）などを出した。
ボールドリックの母系概略図
※馬名（原語）、生年、生産国（USAはアメリカ、FRAはフランス、JPNは日本） - 主要勝鞍（Sはステークス、Hはハンデキャップ、Cはカップ、TRはトライアルの略
※太字は特に主要な競走の優勝馬
※(f)は牝馬、(g)は騸馬を表す。特記なきものは牡馬。
※＊は日本輸入馬を表す。
Frizette(f)　1905　USA　ローズデイルS
｜Princess Platine(f)　1919　FRA
｜｜Valkyr(f)　1925　USA　アラバマS2着、CCAオークス3着
｜｜｜Vicaress(f)　1932　USA　スピナウェイS、アストリアS、デラウェアH、レイディーズH
｜｜｜Valse(f)　1933　USA　アラバマS3着
｜｜｜｜Vienna(f)　1941　USA　アラバマS
｜｜｜｜｜Two Cities(f)　1948　USA
｜｜｜｜｜｜Lucie Manette(f)　1953　USA　20勝
｜｜｜｜｜｜Cross Channel　1954　USA　ピムリコCH2勝
｜｜｜｜｜｜Calais Dover(f)　1956　USA
｜｜｜｜｜｜＊パリジャン(Parisian)(f)　1957　USA
｜｜｜｜｜｜｜ホースメンワイルド　1978　JPN　宝塚記念3着、京都記念3着
｜｜｜｜｜｜La Tricoteuse(f)　1960　USA
｜｜｜｜｜｜＊ボールドリック(Baldric)　1961　USA　2000ギニー
｜｜｜｜｜｜Gadabout　1962　USA
｜｜｜｜｜｜Village Square　1963　USA　シュマンドフェルデュノール賞、モートリー賞、ミュゲ賞2着、ポルトマヨ賞2着、ロベールパパン賞4着
｜｜｜｜｜Ambler　1951　USA　クレイヴンS、ダービーTR
｜｜｜｜Valse d'Or(f)　1944　USA
｜｜｜｜｜Golden Gloves　1949　USA　サラナクH、ブルックリンH2着
｜｜｜｜｜Milly K(f)　1955　USA　サンタマルガリータH2着、サンタマリアH2着
｜｜｜｜Otter Brook(g)　1945　USA　30勝
｜｜｜Vagurancy(f)　1939　USA　1942年アメリカ3歳牝馬チャンピオン。CCAオークス、ベルデイムH、テストS、アラバマS、ガゼルSほか
｜｜｜｜Black Tarquin 1945　USA　セントレジャー、セントジェイムズパレスS、ジムクラックS
｜｜｜Hypnotic(f)　1943　USA　CCAオークス、アラバマS

### 母の父ジョンズタウン
トゥシティーズの父、ジョンズタウン(Johnstown)は、ケンタッキーダービーとベルモントステークスの二冠馬である。

### ブルラン牧場とジャクソン夫妻

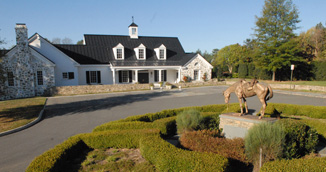
ボールドリックの生まれ故郷、ミドルバーグはアメリカの「馬術の聖地」とされている。

ボールドリックは、アメリカ東部のバージニア州・ミドルバーグ(Middleburg)にあるブルラン牧場(Bull Run  Stud)で生まれた 。生産者であり馬主であるハウエル・E・ジャクソン夫妻はのちに「バージニア州・馬の名誉の殿堂」入りをした人物である。
夫妻はヨーロッパの競馬にも挑戦しており、ヨーロッパでは「ハウエル・E・ジャクソン夫人」名義で走らせた。このため、夫妻のヨーロッパの競走馬の名義はたいてい「ハウエル・E・ジャクソン夫人」と表記されるが、「ドロシー・ジャクソン」や「ブルラン牧場」、「ハウエル・E・ジャクソン夫妻」などのように表現される場合もある。
故郷ヴァージニア州ミドルバーグ
ミドルバーグはワシントンD.C.郊外から西へ1時間ほどの距離にある町で、「馬術の聖地(Nation's Horse and Hunt Capital),(equestrian mecca)」と呼ばれている。ミドルバーグはもともと18世紀に遡る宿場町で、イギリスの田舎町を思わせる植民地時代風の建物がならび、「赤狐亭(The Red Fox Inn & Tavern)」といった歴史的建造物が多くある。20世紀になると、ミドルバーグにはキツネ狩りや馬術 の愛好家が集まるようになった。町には馬事に関する博物館（National Sporting Library）も設けられている。
ハウエル・E・ジャクソン
ハウエル・エドモンド・ジャクソン(Howell Edmunds Jackson)は連邦最高裁判所の判事や上院議員を務めたハウエル・E・ジャクソン（シニア）(Howell Edmunds Jackson)の息子である。ハウエル・シニアの弟のウィリアム・ジャクソン(en:William Hicks Jackson)は、南北戦争時には南軍の将軍で、19世紀のアメリカの代表的なサラブレッド生産牧場だったベル・ミードの所有者だった。ジャクソン家は綿花生産で財を成した大富豪でもあり、ジャクソン家が使用する勝負服はアメリカで一番古い1825年から使われているものである。ハウエル・E・ジャクソンはこのベル・ミードで生まれ育った。ベル・ミードはケンタッキー州にほど近いナッシュビルにあり、ハウエルはナッシュビルのヴァンダービルト大学とジョージ・ワシントン大学の法学部で学び、ゼネラルモーターズの重役を務めた。ハウエルはミドルバーグの土地を買い、オーナーになった。さらに1938年にはオーケンデール牧場(Oakendale Farm)を購入し、ウィリアム・L・ボトムリー(William Lawrence Bottomley)という建築家に依頼してコロニアル風の屋敷を整備した。この屋敷は、いまはアメリカ合衆国国家歴史登録財となっている。
ハウエル・E・ジャクソン夫人
夫人は旧姓をドロシー・パターソン(Dorothy Patterson)といい、ナショナル・キャッシュ・レジスター・カンパニー(National Cash Register Company) の社長令嬢である。1935年にドロシーはミドルバーグで227エーカー（約1平方キロ）の土地を購入し、やはりボトムリーに依頼してコロニアル趣味の豪壮な邸宅を建設した。この建物もまた、アメリカ合衆国国家歴史登録財である。このほかドロシーは、1930年代にミドルバーグの近郊の各地に100エーカー単位でいくつも土地を持つようになっていった。
ブルラン牧場
ハウエルには何度かの結婚歴と離婚歴があった。ドロシーは1940年に夫と死別していた。ハウエルとドロシーは1942年に結婚し、ハウエル・E・ジャクソンとドロシー・パターソン・ジャクソンの夫妻となった。
夫妻はミドルバーグ近郊にフォーキア郡とラウドン郡にまたがって広大な土地を持つ大地主になった。夫妻は、オーケンデール農場、ブルラン牧場(Bull Run Stud)とハウエルEジャクソン・レーシングという3つの組織からなるサラブレッド競馬のための複合事業を営んだ。「ブルラン」(Bull Run)というのはもともとはブルーリッジ山脈の一部をなすブルラン山脈(Bull Run Mountains)などの地名だが、とりわけ南北戦争の大会戦のひとつブルランの戦いで知られている。ジャクソン夫妻の広大な土地は、ブルラン山脈を見晴らす場所にあった。
彼らの競馬事業が最初に成功をおさめたのは1944年である。仔馬の頃に買ってきたレッドシューズ(Red Shoes)という牝馬をニューヨークの競馬に出すと、ピムリコオークスやテストステークスに勝った。後年、夫妻はニューヨークに設けた厩舎にこの活躍馬の名をとって「レッドシューズ厩舎」と名づけている。レッドシューズはブルラン牧場の繁殖牝馬となり、1955年の全米2歳牝馬チャンピオンであるナスリナ(Nasrina)を産んだ 。夫妻のチームは、ほかにも1950年代にマスキットステークスに勝ったバレリーナ(Ballerina)を送り出した。バレリーナはサラトガ競馬場のバレリーナステークス（2014年はG1に格付け）にその名前を残している。1958年にヴォスバーグステークスなどに勝ったティクタック(Tick Tock)や、1960年代の活躍馬ラフアラウド(Lough Aloud)もジャクソン夫妻による生産馬である。
夫妻がヨーロッパで最初に大きな成功をあげたのが、ラフアラウドの半姉のネヴァートゥーレイト(Never Too Late)である。ネヴァートゥーレイトはフランスに送り込まれ、2歳時にタイムフォーム誌によるフリーハンデで全欧2歳牝馬チャンピオンとなり、3歳になって1960年のイギリスの1000ギニーとオークスを制した。また、1962年には、この年から大幅に賞金が増額されてヨーロッパ有数の高額賞金競走に生まれ変わったアイルランドダービーへタンバリン(Tambourine)を送り込み、優勝した。
ボールドリックはこれらの成功馬に続いて2歳（1963年）のときにヨーロッパへ送り込まれ、オーストラリア出身のアーニー・フェローズ調教師(Ernie Fellows)がフランスのシャンティイに開設する厩舎に入った。このほか、ボールドリックよりは1歳年上だが、活躍時期はボールドリックと同時期になるナスラム(Nasram)も、夫妻によってフェローズ厩舎へ送られた1頭である。

## 競走馬時代
ボールドリックは2歳から4歳まで、フランスとイギリスで走った。若いうちは激しい気性が大成を妨げていたが、3歳になると力を発揮するようになり、イギリスで2000ギニーとチャンピオンステークスを制し、1964年のヨーロッパ中距離のトップクラスの競走馬となるとともに、関係者に様々な栄光をもたらした。しかし4歳になると気性の問題が再発し、競走に耐えられない域に達して引退した。通算成績は12戦4勝だった。
- 2歳時 4戦1勝 2着1回[1]
  - 2着 - サラマンドル賞
- 3歳時 6戦3勝 2着2回[1]
  - 1着 - 2000ギニー、チャンピオンS、パース賞
  - 2着 - エクリプスS、ジェベル賞
  - 5着 - ダービー　5着
- 4歳時　2戦0勝 2着0回 3着1回[1]
  - 3着 - エドモンブラン賞

### 2歳時（1963年）
ボールドリックは、フェローズ調教師が「狂気(crazy)」と評するほど手に負えない激しい気性の持ち主で、遮眼革を装着してなんとかレースに出た。2歳の時は4戦して1勝どまりで、トランブレー競馬場(Tremblay Park)のトラン賞(Prix Tramp)という1100メートルの小さな競走に勝った。
主要な競走では、秋にサラマンドル賞（1400メートル）に出て、イギリス産のカークランドレイク(Kirkland Lake)に次ぐ2着に入ったが、フランスの2歳戦としては最大級の競走であるグランクリテリウム（1600メートル）では出遅れて着外に沈んだ。このグランクリテリウムを勝ったのは＊ネプテューヌスで、3着にはカークランドレイクが入った。
ボールドリックと同世代のフランス馬では、＊ネプテューヌスが翌年3歳になってフランスの主要3歳戦のひとつプール・デッセ・デ・プーランを勝ったほか、フランスの近代の名馬の1頭ルファビュルー(Le Fabulueax)がいる。ルファビュルーはノアイユ賞、リュパン賞、フランスダービーと3歳主要戦を連勝するなど、2000メートル前後の無距離で無類の強さを見せたが、3歳以降ボールドリックがルファビュルーと対戦することはなかった。

### 3歳時（1964年）
3歳になったボールドリックは、精神面での成長が見られた。3歳緒戦になったのは春のジェベル賞(Prix Djebel)（1400メートル）で、この競走は＊タカウォークが勝ち、ボールドリックはジェル(Djel)とともに2着を分け合う同着2着となった。ジェルはこのあとフランスダービーで3着になる。
イギリス2000ギニー挑戦
ボールドリックはこのあと、4月末のイギリスの2000ギニーへ遠征した。この年の2000ギニーは賞金が大きく積み上げられ、1着賞金はイギリス競馬史上最高賞金となる40,301ポンドになり、27頭が出走した。
2000ギニーで有力視されていたのは、2歳の時にミドルパークステークスやコヴェントリーステークスを勝ってイギリスの2歳チャンピオンになっていたショウダウン(Showdown)と、前哨戦の一つフリーハンデキャップを勝ったポートメリオン(Port Merion)だった。ショウダウンは単勝6倍の1番人気になった。しかし一部のブックメーカーではポートメリオンが極端に売れていて、単勝1.07倍にまで倍率を下げている業者までいた。ボールドリックには、オーストラリアから呼び寄せられたビル・パイアーズが乗ることになったが、パイアーズ騎手は2000ギニーの開催地であるニューマーケット競馬場での騎乗経験は無かった。ボールドリックの単勝は21倍で人気薄だった。
1マイル（約1609メートル）の直線コースで行われたこの競走で、本命のショウダウンはゴールまで残り400メートルのあたりで、一度は先頭に立った。しかしあと200メートルのあたりで、パイアーズの巧みな騎乗によってボールドリックが先頭を奪い、そのまま後続を抑えて勝った。走破タイムは1.38.4/5で、2馬身差の2着にはこれも人気薄の＊ファバージが入った。人気のショウダウンは離された4着どまりだった。
アメリカ産馬、馬主がアメリカ人、調教師はオーストラリア出身でフランスの厩舎、騎手もオーストラリア人と、国際色に富む結果になり、近代競馬の国際化を象徴するような結果になった。しかし、この年いちばんの高額賞金を外国人に持って行かれた格好になり、多くのイギリス人は落胆した。イギリスのブックメーカーだけは、大波乱の結果に大喜びだった。というのも、もしも人気馬が勝っていれば、ブックメーカーは80万ドル相当の大損をするところだったのである。イギリス競馬史上、外国の馬がクラシック競走を勝つのは史上5頭目という記録になった。が、それ以上に、馬主のジャクソン夫妻は、イギリスのクラシック競走に3回挑戦して3回とも優勝という素晴らしい好成績となった。
イギリスダービー挑戦
2000ギニーのレース後すぐに、馬主のジャクソン夫人によって、ダービー挑戦プランが発表された。
この年のダービーで強力な本命となったのがアイルランドのサンタクロースである。サンタクロースは2歳シーズンの最後に地元のレイルウェイステークスを8馬身差で圧勝し、ダービーの本命との下馬評が広がっていた。3歳になると、本場イギリスの2000ギニーを避け、アイルランド2000ギニーを勝ってきた。本格的なスタミナのある血統で、1マイル半（約2414メートル）で行われるダービーでは実力を発揮しそうだった。3.5倍の1番人気としてイギリスに乗り込んできたサンタクロースには、昼夜を問わず厳戒態勢が敷かれ、居場所すら公表されなかった。当時は、エリザベス女王やチャーチル首相ですら、サンタクロースの居場所を知ることはできないだろう、と報じられている。ダービーではしばしば、本命馬が勝つと大損をすることになるブックメーカーによるとみられる、本命馬への毒物投与や傷害行為などの妨害工作が行われてきたからである。アイルランド人が大量に馬券を買ったせいで、サンタクロースの単勝倍率は、最終的には2.8倍まで下がった。
サンタクロースに対抗できるものがいるとすれば、2000ギニーに勝ったボールドリックだろうという雰囲気がしだいに高まった。ダービーの2週間前のグラスゴー・ヘラルド紙は、ボールドリックは「アメリカ最高の血統に裏打ちされた、強さに満ち、勇敢で立派な牡駒(a game, resolute colt, full of quality,and endowed with the best American blood)」ともちあげ、サンタクロースを負かすとしたらその最有力候補だと書き立てた。ボールドリックは2000ギニーのあと一度フランスへ帰国し、イギリスダービーの2日前に現地入りした。ボールドリックがイギリスの水を嫌ったため、わざわざフランスから飲み水を輸送してきた。
ボールドリックは血統的に距離適性に不安がなかったわけではない。父のラウンドテーブルは10ハロン（約2011メートル）のケンタッキーダービーで負けており、イギリスダービーと同じ12ハロン（約2414メートル）の競走では2度惨敗している 。ラウンドテーブルの母の父は短距離血統として名高いザボス系である。ボールドリックと似た血統だったプリンスシモン(Prince Simon)もイギリスで走り、10ハロン以上の距離では1勝もできなかった。母のトゥーシティーズは7ハロン（約1408メートル）の競走をどうにか勝ったことしかなかった。しかし、ボールドリックの母系にはサーギャラハッドの強い近親交配があり、これがボールドラッドのスタミナを支えるだろうとみなされた。最終的に、ボールドリックの単勝は11倍となった。
6月3日のダービー当日に出馬を表明したのは17頭で、ダービーとしては異例の少頭数になった。観客は、エリザベス女王を筆頭に22万5000人が集まった。
スタートすると、サンタクロースは17頭の最後尾につけ、最終コーナーを回るまで後ろのままで、馬主とファンをやきもきさせた。最後の直線でボールドリックは一度先頭にたったが、残り200メートルでばてて＊インディアナにかわされた。そこへサンタクロースが最後方から追い込んできて、ゴールまで残り90メートルの地点で一気にインディアナを差しきり、さらに1馬身突き放して優勝した。ボールドリックは5着に終わった。
大本命のサンタクロースが勝ったことでブックメーカーは大変な額の払い戻しをする羽目になり、被った損失は17年ぶりの巨額になった。サンタクロースの騎手は優勝したにもかかわらず、馬主をはらはらさせたことで不興を買い、若手騎手と交代させられた。2着のインディアナは秋にセントレジャーを勝ち、のちに日本で種牡馬として成功する。
初の古馬との対戦（エクリプスステークス）
ボールドリックは、1か月後のエクリプスステークス（約2011メートル）に向かった。エクリプスステークスは、それまで3歳馬同士で争ってきた若馬が初めて古馬の一流どころと対戦するように企画された競走で、この年はアイルランドの古馬ラグサ(Ragusa)が強敵になった。ラグサは前年にアイルランドダービー、キングジョージ6世&クイーンエリザベスステークス、セントレジャーを勝ち、前年のイギリス最強馬だった馬である。
この競走では、ボールドリックはラグサに屈し、1馬身半差の2着に敗れた。ラグサはこの勝利によって、イギリスの現役最強馬の座をサンタクロースから奪い返した。敗れたとはいえ、ボールドリックにとってみても、3着の古馬ターコガン(Tarqogan)に対しては6馬身の差があり、最強馬ラグサとの着差やターコガンの実績からすると、ボールドリックも古馬の一流馬を相手にじゅうぶんやっていけるということが証明されたとも言えた。これ以後、ボールドリックには1マイル半（約2400メートル）は長すぎるとの判断で、中距離の路線へ進むことになった。
ところで、同世代のダービー馬サンタクロースは、この間にアイルランドのダービーへ凱旋して優勝していた。サンタクロースとラグサは、7月半ばのキングジョージ6世&クイーンエリザベスステークスで対戦し、イギリス最強馬の座を争う予定だった。しかし直前になってラグサが堅い馬場を嫌って回避してしまった。もともと2強の争いと考えてほかの多くの馬も出走を見送っていたため、たった4頭で行われるキングジョージ6世&クイーンエリザベスステークスはサンタクロースが史上空前の1.15倍の大本命になった。ダービーを勝った時のベテラン騎手は馬主の不興を買って降ろされており、サンタクロースには若手騎手が乗って出走してきた。ところがこの若手騎手の経験不足のため、人気薄の穴馬にまんまと逃げ切られてしまい、イギリス競馬史上に残る大波乱の汚名を残してしまった。これを逃げ切ったのが、馬主ハウエル・E・ジャクソン夫人、調教師アーネスト・フェローズ、騎手ビル・パイアーズというボールドリックと同じチームのナスラム(Nasram)で、ボールドリック陣営にとってはダービーの仇を討った格好になった。
秋（チャンピオンステークス）
ヨーロッパの一流馬にとって、秋の大目標はフランスの凱旋門賞（2400メートル）やイギリスのチャンピオンステークス（約2011メートル）で、まだ余力があるものはそのあとイタリアのジョッキークラブ大賞やアメリカのワシントンDC国際へ向かう。ダービーでの成績からボールドリックにとって2400メートルは距離が長すぎると考えられ、秋は10ハロン（約2011メートル）のチャンピオンステークスに向かうことになった。そのステップとしてフランスでパース賞（サンクルー競馬場・1600メートル）(Prix Perth)に出て勝った。
チャンピオンステークスのイギリスの代表馬は古馬のリナクル(Linacre)で、前年はチャンピオンステークスで2着に入り、この年はクイーンエリザベス2世ステークスを勝って勢いにのっており、1.8倍の堅い本命になった。ボールドリックは4.5倍の2番人気で、アガ・カーンのジュールエニュイ(Jour et Nuit)が5倍でこれに続いた。
2000ギニーと同じパイアーズ騎手が乗ったボールドリックは、古馬勢を破って1馬身差で優勝した。チャンピオンステークスはイギリスの秋の大一番だが、これで15年の間に11回外国馬が勝ったことになった。
この勝利によって、ボールドリックはこの年のヨーロッパの中距離チャンピオンと目されるようになった。オーストラリアからやって来たばかりのパイアーズ騎手は、イギリスでのデビューの年に2000ギニーとチャンピオンステークス、そしてキングジョージ6世&クイーンエリザベスステークスに勝ったことで名を上げ、これ以降ヨーロッパを代表する騎手と見られるようになった。ボールドリックがチャンピオンステークス優勝で獲得した賞金は27,000ポンドあまりにのぼり、この年イギリスで走ったラウンドテーブルの産駒はボールドリックただ1頭で、イギリスでわずか2勝しただけにもかかわらず、ラウンドテーブルは全英種牡馬ランキングで3位になった。さらに、馬主のジャクソン夫人は、ボールドリックでの大レース2勝とナスラムでのキングジョージ6世&クイーンエリザベスステークス優勝によって、年間の獲得賞金が98,262ポンドに達し、この年のイギリスの馬主ランキング1位になった。女性が馬主チャンピオンになるのはエリザベス女王以来のことだったし、アメリカ人女性としては史上初のことだった。
フェローズ調教師も名を高めたが、この秋はフェローズにとってはがっかりすることもあった。フェローズ調教師は、この秋にイタリアの3歳チャンピオンの＊プリンスロイヤルの移籍を引き受けて凱旋門賞に挑むことに決まっていたのが、同馬のフランスでのお披露目レースになったロワイヤルオーク賞で同馬が惨敗したのをみて、この約束を反故にしたのである。プリンスロイヤルはしかたなく別の調教師に引き取られたが、そのあと凱旋門賞でサンタクロースを破って優勝したのだった。

### 4歳時（1965年）
ボールドリックは4歳になって調子を崩した。2歳の頃の気難しさが再び激しくなり、調教師のいうことを聞かず、まともに調教もできない状態になった。春に2戦したが、エドモンブラン賞(Prix Edmond Blanc)で3着に入るのが精一杯で、現役を退くことになった。

### 現役時の評価
タイムフォームによるレーティングでは、1964年のボールドリックは131ポンドの評価を与えられた。フロリダの新聞スター・バナー紙(Star-Banner)はボールドリックをヨーロッパの中距離最強馬と評した。
イギリスの伝統的な競馬の価値を信奉する者にとっては、アメリカ馬ボールドリックの活躍は、競馬の国際化の象徴であると同時に、アメリカ産サラブレッドによるイギリス侵略の象徴だった。かつて20世紀初頭、アメリカ国内で競馬が禁止されたせいで、アメリカ馬が大挙してイギリスへ押しかけた時代があり、その反動としてジャージー規則が制定され、イギリス人はサラブレッドの定義を狭めてアメリカ産サラブレッドを締め出そうとした。この規則は、血統書にわずかでも血統不明馬が含まれている場合にはこれをサラブレッドと認めないというもので、事実上アメリカ馬を狙い撃ちにした規制だった。この規則と、そのあとの2度の世界大戦によって、イギリスのサラブレッド界はしばしの平穏を得たのだった。しかし、戦争が終わると、アメリカからやって来たブラックターキン(Black Tarquin)とフランスのマイバブがイギリス国内の大レースのほとんどを勝ってしまうということがあった。どちらもジャージー規則によれば「サラブレッドではない馬」ということになり、イギリスのサラブレッドが「サラブレッドでない馬」に負けるということは、サラブレッドの価値そのものを根底から覆すことになるとの危機感から、イギリス競馬界はジャージー規則を撤廃し、アメリカやフランスのサラブレッドも「サラブレッド」と正式に認めることにした。その途端に、次々と「ジャージー規則が有効だったらサラブレッドとは認められなかった馬」がイギリスの大レースを勝った。ボールドリックもその1頭であり、ボールドリックはジャージー規則撤廃のきっかけを作ったブラックターキンの親戚だったのである。（#ボールドリックの母系概略図参照）

## 種牡馬時代
ボールドリックは1966年からフランスで種牡馬になり、のちに1973年に日本へ輸出された。
フランスでは初年度産駒のウィザウトフィアが2歳戦で活躍したことで、ボールドリックが種牡馬として成功であるという評判を獲得した。ほどなくして、アイルランドダービー優勝馬の＊アイリッシュボール、アイルランド1000ギニー優勝馬のファヴォレッタが登場した。日本では天皇賞馬キョウエイプロミス、最優秀3歳牝馬のマーサレッドなどを出したが、産駒は気性が難しいというのが一般的な評価になった。
ウィザウトフィアがオーストラリアで種牡馬として成功し、多くのボールドリック産駒がオセアニアで種牡馬になった。代表産駒のアイリッシュボールやキョウエイプロミスは日本で種牡馬になったが、活躍馬には恵まれなかった。
母の父としては大成功し、フランスでは母の父として1982年のチャンピオンになった。

### フランス時代

#### 各種指標
- 産駒の獲得賞金の合計値によるランキング
  - 1969年 - フランス種牡馬ランキング・2歳部門8位[54][1]
  - 1970年 - フランス種牡馬ランキング・総合12位・2歳部門3位[54][1]
  - 1971年 - イギリス種牡馬ランキング・総合4位[54][1]
  - 1972年
  - 1973年 - フランス種牡馬ランキング・総合13位・2歳部門9位[54][1]
  - 1982年 - フランス種牡馬ランキング・BMS部門1位[22]

- AD - ADはAvarage Distanceの略で、産駒が勝った競走の距離の平均値をハロン単位で示す。「AD10.0」ならば10ハロン（約2011メートル）となり、数値が大きいほど長距離で実績があることを示す。
  - イギリス - 10.4[1]
  - フランス - 09.7[1]

#### 主な産駒とその戦績
※原則として出典に於いて「主な産駒」あるいは「代表産駒」として紹介されているものだけを記載。
※馬名表記は原則として、原語（カナ表記）とした。ただし日本輸入馬に関しては日本国内での登録馬名を優先。それ以外のカナ表記に関しては、原則として出典に従った。複数の異なる表記が確認できた場合は列記した。
※＊は日本輸入馬を表す。(f)は牝馬、(g)は騸馬を表す。特記なきものは牡馬。
※太字は特に主要なもの。
※主要勝鞍（Sはステークスの略。格付があるものは[G1]のように記載。
- ＊アイリッシュボール(Irish Ball) - アイルランドダービー[G1]、ダリュー賞[G2]、ワシントンDC国際[G1]2着、イギリスダービー[G1]3着。日本輸入種牡馬。[22][57][58]
- Favoletta(f)（フェイヴァリッタ[22]、フェイヴォリッタ[57]） - アイルランド1000ギニー[G1]、ファルマスS[G3]。[22]
  - 繁殖牝馬としてクイーンメアリーS勝馬Amarandaを産む。
- Direct Flight（ダイレクトフライト[22]） - ジャンドショードネイ賞[G2]、フォイ賞[G3][22]、サンクルー大賞典2着[59]
- Without Fear（ウイザウトフィア[59]、ウイズアウトフェア[60]） - ヘロド賞、サンファルマン賞(Prix de Saint-Firmin)[59][60]。
  - 種牡馬としてオーストラリア2歳チャンピオンサイヤー[59]
- Zab（ザブ[22]） - ヘンリー2世S[G3][22]、オーモンドS2着[59]
- ＊フォンタラバル(Fontarabal) - レセ賞(Prix Reiset)、パリ大賞典2着、エスペランス賞2着[61]。日本輸入種牡馬[22][57]
- Banjer（バンジェ[22]、バンジェール[60]） - ラロシェト賞[G3][22]
- Balteus（バルトゥ[22]） - サンロマン賞[G3]
- White Lightning(f)（ホワイトライトニング[59]） - クレオパトル賞2着、ペネロープ賞3着[59]
- Impertinant（アンペルティナン[59]） - モルニ賞2着[59]

#### ウィザウトフィア
ウィザウトフィア(Without Fear) 4戦2勝 主な勝ち鞍／ヘロド賞　オーストラリアの新種牡馬チャンピオン。
| ウィザウトフィア Without Fearの血統出典 | ウィザウトフィア Without Fearの血統出典 | ウィザウトフィア Without Fearの血統出典 | （血統表の出典） | （血統表の出典） |
| 父 ＊ボールドリック 黒鹿毛 1961         | 父の父Round Table 鹿毛 1954             | Princequillo 1940 鹿毛                  | Prince Rose      | Prince Rose      |
| 父 ＊ボールドリック 黒鹿毛 1961         | 父の父Round Table 鹿毛 1954             | Princequillo 1940 鹿毛                  | Cosquilla        |                  |
| 父 ＊ボールドリック 黒鹿毛 1961         | 父の父Round Table 鹿毛 1954             | Knight's Daughter 1941 黒鹿毛           | Sir Cosmo        | Sir Cosmo        |
| 父 ＊ボールドリック 黒鹿毛 1961         | 父の父Round Table 鹿毛 1954             | Knight's Daughter 1941 黒鹿毛           | Feola            |                  |
| 父 ＊ボールドリック 黒鹿毛 1961         | 父の母Two Cities 鹿毛 1948              | Johnstown 1936 鹿毛                     | Jamestown        | Jamestown        |
| 父 ＊ボールドリック 黒鹿毛 1961         | 父の母Two Cities 鹿毛 1948              | Johnstown 1936 鹿毛                     | La France        |                  |
| 父 ＊ボールドリック 黒鹿毛 1961         | 父の母Two Cities 鹿毛 1948              | Vienna 1941 黒鹿毛                      | Menow            | Menow            |
| 父 ＊ボールドリック 黒鹿毛 1961         | 父の母Two Cities 鹿毛 1948              | Vienna 1941 黒鹿毛                      | Valse            |                  |
| 母 Never Too Late 栗毛 1957             | 母の父Never Say Die 栗毛 1951           | Nasrullah                               | Nearco           | Nearco           |
| 母 Never Too Late 栗毛 1957             | 母の父Never Say Die 栗毛 1951           | Nasrullah                               | Mumtaz Begum     |                  |
| 母 Never Too Late 栗毛 1957             | 母の父Never Say Die 栗毛 1951           | Singing Grass                           | War Admiral      | War Admiral      |
| 母 Never Too Late 栗毛 1957             | 母の父Never Say Die 栗毛 1951           | Singing Grass                           | Boreale          |                  |
| 母 Never Too Late 栗毛 1957             | 母の母Gloria Nicky 栗毛 1952            | Alycidon                                | Donatello        | Donatello        |
| 母 Never Too Late 栗毛 1957             | 母の母Gloria Nicky 栗毛 1952            | Alycidon                                | Aurora           |                  |
| 母 Never Too Late 栗毛 1957             | 母の母Gloria Nicky 栗毛 1952            | Weighbridge                             | Portlaw          | Portlaw          |
| 母 Never Too Late 栗毛 1957             | 母の母Gloria Nicky 栗毛 1952            | Weighbridge                             | Golden Way       |                  |

ウィザウトフィア(Without Fear)はボールドリックの初年度産駒で、母はハウエル・ジャクソン夫妻の所有馬だったネヴァートゥーレイトである。両親ともにアメリカ産馬であるが、父も母もイギリスのクラシック競走の優勝馬であり、血統的にはいかにも伝統的なイギリスなクラシック血統だった。
ウィザウトフィアは2歳戦で早々と活躍し、サンファルマン賞(Prix de Saint-Firmin、1000メートル)を勝ち、続くヘロド賞（Prix Herod、1000メートル）は5馬身差で勝った。2歳時2戦2勝のウィザウトフフィアはフランスの2歳ランキングで59kgの評価を受け、世代2番手の高評価を得た。また、ウィザウトフィアの活躍で新種牡馬ボールドリックは2歳種牡馬タンキング上位につけ、初年度から成功種牡馬と評されるようになった。
翌年のイギリス2000ギニーの有力候補とみなされていたが、馬運車で輸送中に転倒し、背中を痛めてしまった。それ以降、実力を発揮できず、早々と引退し、オーストラリアへ売られていった。
ウィザウトフィアが真価を発揮したのは、オーストラリアで種牡馬になってからである。ウィザウトフィアは一口4500ドル、50口の安価な種牡馬だったが、産駒がデビューすると、1年目のシーズンに30頭が49勝をあげ、文句なしの新種牡馬チャンピオン・2歳種牡馬チャンピオンになった。新種牡馬の産駒が1年目に49勝というのは世界記録で、ほかにオーストラリア国内の様々な記録を6つ更新した。ウィザウトフィアの価値は1年で500万ドルに跳ね上がり、8シーズンほどで産駒の勝馬は220頭、勝利回数は800を超えた。
主な産駒には、デザイヤブル（Desirable、1975/76シーズン2歳チャンピオン）、アンナウェア（Unaware、VRCダービー）、アウトワードバウンド（Outward Bound、VRCサイヤーズプロデュースS）、ブレイヴショウ（Brave Show、VRCサイヤーズプロデュースS）など。
わずか4500ドルの種付料で生産された牝馬が数万ドルで売買されるようになり、瞬く間にボールドリックはオーストラリアで大人気の血統になり、次々と産駒がオーストラリアやニュージーランドへ売られていった。その中には、祖母にネヴァートゥーレイトをもつヘッドオーバーヒールズ(Head Over Heels)・テイクアリスク(Takearisk)の全兄弟もいる。両馬の母フォールインラブ(Fall in Love)はネヴァートゥーレイトの娘であり、ウィザウトフィアからみれば半姉にあたる。フォールインラブは1964年のフランスの2歳牝馬チャンピオンになった牝馬で、父ボールドリック・母フォールインラブという血統は、ウィザウトフィアとは3/4が共通の血統ということになる。ヘッドオーバーヒールズはオーストラリアで新種牡馬チャンピオンになり、テイクアリスクも1勝馬ながらニュージーランドで種牡馬になった。

#### フォンタラバル
＊フォンタラバル (Fontarabal) 6戦2勝 主な勝ち鞍／レセ賞（Prix Reiset、3000メートル）、フェリエール賞(Prix de Ferrières、2000メートル)、パリ大賞典2着、エスペランス賞2着。　日本輸入種牡馬。
| ＊フォンタラバル Fontarabalの血統 | ＊フォンタラバル Fontarabalの血統 | ＊フォンタラバル Fontarabalの血統 | （血統表の出典） | （血統表の出典） |
| 父 ＊ボールドリック 黒鹿毛 1961   | 父の父Round Table 鹿毛 1954       | Princequillo 1940 鹿毛            | Prince Rose      | Prince Rose      |
| 父 ＊ボールドリック 黒鹿毛 1961   | 父の父Round Table 鹿毛 1954       | Princequillo 1940 鹿毛            | Cosquilla        |                  |
| 父 ＊ボールドリック 黒鹿毛 1961   | 父の父Round Table 鹿毛 1954       | Knight's Daughter 1941 黒鹿毛     | Sir Cosmo        | Sir Cosmo        |
| 父 ＊ボールドリック 黒鹿毛 1961   | 父の父Round Table 鹿毛 1954       | Knight's Daughter 1941 黒鹿毛     | Feola            |                  |
| 父 ＊ボールドリック 黒鹿毛 1961   | 父の母Two Cities 鹿毛 1948        | Johnstown 1936 鹿毛               | Jamestown        | Jamestown        |
| 父 ＊ボールドリック 黒鹿毛 1961   | 父の母Two Cities 鹿毛 1948        | Johnstown 1936 鹿毛               | La France        |                  |
| 父 ＊ボールドリック 黒鹿毛 1961   | 父の母Two Cities 鹿毛 1948        | Vienna 1941 黒鹿毛                | Menow            | Menow            |
| 父 ＊ボールドリック 黒鹿毛 1961   | 父の母Two Cities 鹿毛 1948        | Vienna 1941 黒鹿毛                | Valse            |                  |
| 母 Fontarabie 鹿毛 1956           | 母の父Fontenay 鹿毛 1946          | Tornado                           | Tourbillion      | Tourbillion      |
| 母 Fontarabie 鹿毛 1956           | 母の父Fontenay 鹿毛 1946          | Tornado                           | Roseola          |                  |
| 母 Fontarabie 鹿毛 1956           | 母の父Fontenay 鹿毛 1946          | Flying Colors                     | Massine          | Massine          |
| 母 Fontarabie 鹿毛 1956           | 母の父Fontenay 鹿毛 1946          | Flying Colors                     | Red Flame        |                  |
| 母 Fontarabie 鹿毛 1956           | 母の母Foretaste 鹿毛 1938         | Umidwar                           | Blandford        | Blandford        |
| 母 Fontarabie 鹿毛 1956           | 母の母Foretaste 鹿毛 1938         | Umidwar                           | Uganda           |                  |
| 母 Fontarabie 鹿毛 1956           | 母の母Foretaste 鹿毛 1938         | Feola                             | Friar Marcus     | Friar Marcus     |
| 母 Fontarabie 鹿毛 1956           | 母の母Foretaste 鹿毛 1938         | Feola                             | Aloe             |                  |

＊フォンタラバルはウィザウトフィアと同じくボールドリックの初年度産駒である。ウィザウトフィアと反対に距離が伸びて力を発揮し、3歳春にショードネイ賞（3000メートル）とパリ大賞典（3100メートル）で2着になったほか、3000メートルのレセ賞に勝った。
競走成績は一流には届かなかったが、ラウンドテーブルやオリオールと同族で、ラウンドテーブルの祖母であるフェオラ(Feola)の強い近親交配が血統的な特徴である。
- フォンタラバルの牝系概略図

Feola　牝馬　1000ギニー2着、オークス3着
｜Hypericum　牝馬　1000ギニー、デューハーストステークス
｜Angelola　牝馬　ヨークシャーオークス
｜｜Aureole　牡馬　キングジョージ6世&クイーンエリザベスステークス　イギリス種牡馬チャンピオン　
｜Knight's Daughter　牝馬
｜｜Round Table　牡馬　世界最高獲得賞金　アメリカ種牡馬チャンピオン
｜Foretaste　牝馬
｜｜Windy Cliff　牝馬　クレオパトル賞2着
｜｜｜＊ラッサール　アスコットゴールドカップ
｜｜Fontarabie　牝馬
｜｜｜＊フォンタラバル　牡馬　パリ大賞典2着
フォンタラバルは引退するとすぐ日本へ輸入され、ボールドリック産駒としては日本で最初の種牡馬になった。しかし翌年にボールドリック自身が日本に輸入され、さらに次の年にはボールドリックの代表産駒＊アイリッシュボールも日本へやって来たために、フォンタラバルの存在価値が失われてしまった。マサフォンタ（東北優駿）、ラッシポール（中津桜花賞）、テキサスホーク（中津大賞典）が代表産駒である。

#### フェイヴァリッタ
フェイヴァリッタ (Favoletta) 主な勝ち鞍／アイルランド1000ギニー[G1]、ファルマスS[G3]。
| フェイヴァリッタ Favolettaの血統 | フェイヴァリッタ Favolettaの血統 | フェイヴァリッタ Favolettaの血統 | （血統表の出典） | （血統表の出典） |
| 父 ＊ボールドリック 黒鹿毛 1961  | 父の父Round Table 鹿毛 1954      | Princequillo 1940 鹿毛           | Prince Rose      | Prince Rose      |
| 父 ＊ボールドリック 黒鹿毛 1961  | 父の父Round Table 鹿毛 1954      | Princequillo 1940 鹿毛           | Cosquilla        |                  |
| 父 ＊ボールドリック 黒鹿毛 1961  | 父の父Round Table 鹿毛 1954      | Knight's Daughter 1941 黒鹿毛    | Sir Cosmo        | Sir Cosmo        |
| 父 ＊ボールドリック 黒鹿毛 1961  | 父の父Round Table 鹿毛 1954      | Knight's Daughter 1941 黒鹿毛    | Feola            |                  |
| 父 ＊ボールドリック 黒鹿毛 1961  | 父の母Two Cities 鹿毛 1948       | Johnstown 1936 鹿毛              | Jamestown        | Jamestown        |
| 父 ＊ボールドリック 黒鹿毛 1961  | 父の母Two Cities 鹿毛 1948       | Johnstown 1936 鹿毛              | La France        |                  |
| 父 ＊ボールドリック 黒鹿毛 1961  | 父の母Two Cities 鹿毛 1948       | Vienna 1941 黒鹿毛               | Menow            | Menow            |
| 父 ＊ボールドリック 黒鹿毛 1961  | 父の母Two Cities 鹿毛 1948       | Vienna 1941 黒鹿毛               | Valse            |                  |
| 母 Violetta 鹿毛 1958            | 母の父Pinza 鹿毛 1950            | Chanteur                         | Chateau Bouscaut | Chateau Bouscaut |
| 母 Violetta 鹿毛 1958            | 母の父Pinza 鹿毛 1950            | Chanteur                         | La Diva          |                  |
| 母 Violetta 鹿毛 1958            | 母の父Pinza 鹿毛 1950            | Pasqua                           | Donatello        | Donatello        |
| 母 Violetta 鹿毛 1958            | 母の父Pinza 鹿毛 1950            | Pasqua                           | Pasca            |                  |
| 母 Violetta 鹿毛 1958            | 母の母Urshalim 黒鹿毛 1951       | Nasrullah                        | Nearco           | Nearco           |
| 母 Violetta 鹿毛 1958            | 母の母Urshalim 黒鹿毛 1951       | Nasrullah                        | Mumtaz Begum     |                  |
| 母 Violetta 鹿毛 1958            | 母の母Urshalim 黒鹿毛 1951       | Horama                           | Panorama         | Panorama         |
| 母 Violetta 鹿毛 1958            | 母の母Urshalim 黒鹿毛 1951       | Horama                           | Lady of Aran     |                  |

Favoletta（フェイヴァリッタ、フェイヴォリッタ）はイギリスとアイルランドで走り、1971年にアイルランド1000ギニー[G1]に勝った。
フェイヴァリッタは繁殖牝馬として、クイーンメアリステークス優勝馬アマランダ(Amaranda)やネルグウィンステークスに勝って1000ギニーで2着になったフェイヴァリッジ(Favoridge)などを産み、さらにその子孫からも重賞勝馬が誕生している。

#### アイリッシュボール
＊アイリッシュボール(Irish Ball) 主な勝ち鞍／アイルランドダービー[G1]、ダリュー賞[G2]、ワシントンDC国際[G1]2着、イギリスダービー[G1]3着。日本輸入種牡馬。
| ＊アイリッシュボール Irish Ballの血統 | ＊アイリッシュボール Irish Ballの血統 | ＊アイリッシュボール Irish Ballの血統 | （血統表の出典） | （血統表の出典） |
| 父 ＊ボールドリック 黒鹿毛 1961       | 父の父Round Table 鹿毛 1954           | Princequillo 1940 鹿毛                | Prince Rose      | Prince Rose      |
| 父 ＊ボールドリック 黒鹿毛 1961       | 父の父Round Table 鹿毛 1954           | Princequillo 1940 鹿毛                | Cosquilla        |                  |
| 父 ＊ボールドリック 黒鹿毛 1961       | 父の父Round Table 鹿毛 1954           | Knight's Daughter 1941 黒鹿毛         | Sir Cosmo        | Sir Cosmo        |
| 父 ＊ボールドリック 黒鹿毛 1961       | 父の父Round Table 鹿毛 1954           | Knight's Daughter 1941 黒鹿毛         | Feola            |                  |
| 父 ＊ボールドリック 黒鹿毛 1961       | 父の母Two Cities 鹿毛 1948            | Johnstown 1936 鹿毛                   | Jamestown        | Jamestown        |
| 父 ＊ボールドリック 黒鹿毛 1961       | 父の母Two Cities 鹿毛 1948            | Johnstown 1936 鹿毛                   | La France        |                  |
| 父 ＊ボールドリック 黒鹿毛 1961       | 父の母Two Cities 鹿毛 1948            | Vienna 1941 黒鹿毛                    | Menow            | Menow            |
| 父 ＊ボールドリック 黒鹿毛 1961       | 父の母Two Cities 鹿毛 1948            | Vienna 1941 黒鹿毛                    | Valse            |                  |
| 母 Irish Lass 鹿毛 1962               | 母の父Sayajirao 黒鹿毛 1944           | Nearco                                | Pharos           | Pharos           |
| 母 Irish Lass 鹿毛 1962               | 母の父Sayajirao 黒鹿毛 1944           | Nearco                                | Nogara           |                  |
| 母 Irish Lass 鹿毛 1962               | 母の父Sayajirao 黒鹿毛 1944           | Rosy Legend                           | Dark Legend      | Dark Legend      |
| 母 Irish Lass 鹿毛 1962               | 母の父Sayajirao 黒鹿毛 1944           | Rosy Legend                           | Rosy Cheeks      |                  |
| 母 Irish Lass 鹿毛 1962               | 母の母Scollata 黒鹿毛 1952            | Niccolo Dell'Arca                     | Coronach         | Coronach         |
| 母 Irish Lass 鹿毛 1962               | 母の母Scollata 黒鹿毛 1952            | Niccolo Dell'Arca                     | Nogara           |                  |
| 母 Irish Lass 鹿毛 1962               | 母の母Scollata 黒鹿毛 1952            | Cutaway                               | Fairway          | Fairway          |
| 母 Irish Lass 鹿毛 1962               | 母の母Scollata 黒鹿毛 1952            | Cutaway                               | Schiaparelli     |                  |

＊アイリッシュボールはボールドリックの2年目の産駒で、フランス産馬である。2歳の時にヘロド賞に勝ち、3歳になってアイルランドダービーに勝った。しかし、アイリッシュボールの評価としてはむしろ敗れた競走で知られており、イギリスダービーでミルリーフから4馬身半差の3着、ワシントンDC国際でアメリカチャンピオンのランザガントレット(Run the Gantlet)から6馬身差の2着、というのがそれである。
1972年にイギリスで種牡馬になると、その産駒がデビューするより早い1974年に23万5000ポンドで日本軽種馬協会が購入し、1975年1月に日本へ輸入した。母系には代々長距離血統が配合されており、スタミナを伝える種牡馬として大いに期待された。輸入の翌年、イギリスでの産駒ルーセント(Lucent)がオークストライアルに勝ち、さらに期待は高まった。ところが日本での初年度産駒39頭が競走年齢を迎えても1年目の勝馬はゼロで、アイリッシュボールは日高から栃木県へ移されてしまった。その後、供用地はさらに千葉へ移動して種付料は10万円まで下がり、最後は北海道大学の付属農場へ寄贈された。1987年までは産駒がいたが、その後は産駒は生まれておらず、1992年1月16日付で用途変更となった。
中央競馬での重賞勝馬はハセシノブだけだが、ハセシノブはオールカマー、新潟記念、新潟大賞典と重賞を3勝した。このほか地方競馬では石川県でスパニッシュボールが重賞を2勝した（中日杯・白山大賞典）。

#### ザブ
ザブ (Zab) 主な勝ち鞍／ヘンリー2世S[G3]、キングジョージ5世ステークス(King George V Stakes)、オーモンドS2着
| ザブ Zabの血統                  | ザブ Zabの血統                 | ザブ Zabの血統                | （血統表の出典） | （血統表の出典） |
| 父 ＊ボールドリック 黒鹿毛 1961 | 父の父Round Table 鹿毛 1954    | Princequillo 1940 鹿毛        | Prince Rose      | Prince Rose      |
| 父 ＊ボールドリック 黒鹿毛 1961 | 父の父Round Table 鹿毛 1954    | Princequillo 1940 鹿毛        | Cosquilla        |                  |
| 父 ＊ボールドリック 黒鹿毛 1961 | 父の父Round Table 鹿毛 1954    | Knight's Daughter 1941 黒鹿毛 | Sir Cosmo        | Sir Cosmo        |
| 父 ＊ボールドリック 黒鹿毛 1961 | 父の父Round Table 鹿毛 1954    | Knight's Daughter 1941 黒鹿毛 | Feola            |                  |
| 父 ＊ボールドリック 黒鹿毛 1961 | 父の母Two Cities 鹿毛 1948     | Johnstown 1936 鹿毛           | Jamestown        | Jamestown        |
| 父 ＊ボールドリック 黒鹿毛 1961 | 父の母Two Cities 鹿毛 1948     | Johnstown 1936 鹿毛           | La France        |                  |
| 父 ＊ボールドリック 黒鹿毛 1961 | 父の母Two Cities 鹿毛 1948     | Vienna 1941 黒鹿毛            | Menow            | Menow            |
| 父 ＊ボールドリック 黒鹿毛 1961 | 父の母Two Cities 鹿毛 1948     | Vienna 1941 黒鹿毛            | Valse            |                  |
| 母 Zelfana 栗毛 1960            | 母の父＊フィリュース 鹿毛 1953 | Pharis                        | Pharos           | Pharos           |
| 母 Zelfana 栗毛 1960            | 母の父＊フィリュース 鹿毛 1953 | Pharis                        | Carissima        |                  |
| 母 Zelfana 栗毛 1960            | 母の父＊フィリュース 鹿毛 1953 | Theano                        | Tourbillion      | Tourbillion      |
| 母 Zelfana 栗毛 1960            | 母の父＊フィリュース 鹿毛 1953 | Theano                        | Souryva          |                  |
| 母 Zelfana 栗毛 1960            | 母の母Pasqua 栗毛 1939         | Donatello                     | Blenheim         | Blenheim         |
| 母 Zelfana 栗毛 1960            | 母の母Pasqua 栗毛 1939         | Donatello                     | Delleana         |                  |
| 母 Zelfana 栗毛 1960            | 母の母Pasqua 栗毛 1939         | Pasca                         | Manna            | Manna            |
| 母 Zelfana 栗毛 1960            | 母の母Pasqua 栗毛 1939         | Pasca                         | Soubriquet       |                  |

ウィザウトフィアがオーストラリアで華々しい種牡馬デビューを飾り、ボールドリック人気が高まったことで、多くのボールドリック産駒がオーストラリアへ送られたが、ザブもその1頭である。
ザブはドーヴィルのセリ市で60,000豪ドル相当で買われた。母のZelfanaはイギリスダービー馬ピンザ(Pinza)の半妹であり、血統的な構成はフェイヴァリッタに似ている。ザブは長距離戦で強く、3歳時には12ハロンのキングジョージ5世ステークス(King George V Stakes)に勝った。この時に3馬身差をつけて負かしたペレイド(Peleid)はそのあとセントレジャーステークスを勝った。
古馬になってからも、16.5ハロン（約3319メートル）のヘンリー2世ステークス(Henry II Stakes)を勝ち、グレートヨークシャーハンデキャップ(Great Yorkshire Handicap)も5馬身差で勝った。現役時代のタイムフォームレーティングの最高値は125だった。
ボールドリック人気によってオーストラリアで種牡馬になると、初年度に55頭に種付けして52頭が受胎、2年目も58頭中54頭が受胎ときわめて高い受胎率を誇り、初年度産駒がセリに出ると平均7100ドルあまりで4頭が売れた。種付料は1500ドルだったので、マーケットブリーダーにとっては利益の大きな種牡馬となった。

### 日本時代
1971年に、アイリッシュボールが活躍してボールドリックがイギリス種牡馬ランキング4位になると、ボールドリックの初年度産駒のフォンタラバルの日本への輸入が決まり、翌1972年初頭に日本入りした。この年の暮れには、ラウンドテーブルが北米種牡馬チャンピオンを決め、日本の生産者はボールドリックの輸入を決めた。売買交渉がまとまると、1973年1月に日本へ輸出された。「シンジケート・ボールドリック会」が組まれ、浦河スタリオンセンター（北海道浦河町）で繋養、1974年から供用された。
なお、日本での産駒がデビューするのに先立って、1970年生まれの産駒が2頭、それぞれ持ち込み馬と外国産馬として走り、中央競馬で2勝をあげている。
日本での種付料ははじめ150万円と、当時としては高級な種牡馬だった。初年度から53頭の配合牝馬を集め、その中にはムーテイイチのような重賞勝馬や、桜花賞・オークスの3着馬マルシゲ、輸入繁殖牝馬ではスウェーデンオークスの勝馬ハッピースターや社台グループの基礎輸入牝馬ホイスリングウインドもいた。これらの初年度世代は1977年に競走年齢に達したが、1年目はわずか4頭が1勝ずつしただけにとどまり、期待はずれな出だしになった。
しかし、2世代目からは優駿牝馬2着のナカミサファイヤが登場し、3世代目からは日本ダービー3着のテイオージャ、4世代目からは北海道3歳優駿のダイワキミコが出た。これらの世代が揃って活躍した1980年には種牡馬ランキング18位と上位に顔を出すようになった。1982年には、古馬になった3世代目のなかからキョウエイプロミスが出てきて毎日王冠に勝ったほか有馬記念でも3着に入り、ほかにも重賞勝馬が出て種牡馬ランキング6位にまで上昇した。なお、この年フランスでボールドリックが「母の父」部門のチャンピオンになっている（後述）。
さらに翌1983年、ミサキマリヌーンが夏に南関東の最大の競走である報知オールスターカップを勝つと、秋にキョウエイプロミスが天皇賞（秋）制覇、さらにジャパンカップで2着に入った。2歳戦でも牝馬のマーサレッドが活躍し、キョウエイプロミスはこの年の最優秀古牡馬、マーサレッドが最優秀3歳牝馬に選出された。このように産駒からは大レースに強いものが現れたが、難しい気性のものも多く、気性が激しく扱いにくい、というのがボールドリック産駒のイメージになった。
翌年以降もハシローディー、テイオージャ、カツラギハイデンなどが重賞を勝ったが、ボールドリックは1986年8月26日に死んだ。その後もブルーリック、ノースオーシャン、サニーボールドが地方競馬で重賞に勝った。
キョウエイプロミスをはじめ、ヤマニンボールド、ヒダカスピードが日本産の後継種牡馬となったが、重賞勝馬はヒダカスピード産駒のワイエスダズルが中津ダービーに勝っただけにとどまった。

#### 日本での各種指標
- 産駒の獲得賞金の合計値によるランキング（中央＋地方、平地＋障害）[104][105]

| 年   | 和暦   | 総合  | BMS   | 備考                                       |
| ---- | ------ | ----- | ----- | ------------------------------------------ |
| 1977 | 昭和52 | 248位 |       | この年から産駒が競走年齢に達する           |
| 1978 | 昭和53 | 094位 | 817位 |                                            |
| 1979 | 昭和54 | 048位 | 535位 |                                            |
| 1980 | 昭和55 | 024位 | 455位 |                                            |
| 1981 | 昭和56 | 033位 | 410位 |                                            |
| 1982 | 昭和57 | 08位  | 326位 | ※中央競馬単独での総合6位。フランスでBMS1位 |
| 1983 | 昭和58 | 028位 | 197位 |                                            |
| 1984 | 昭和59 | 037位 | 103位 |                                            |
| 1985 | 昭和60 | 085位 | 085位 |                                            |
| 1986 | 昭和61 | 129位 | 039位 |                                            |
| 1987 | 昭和62 | 095位 | 033位 |                                            |
| 1988 | 昭和63 | 134位 | 019位 |                                            |
| 1989 | 平成01 | 110位 | 023位 |                                            |
| 1990 | 平成02 | 188位 | 015位 |                                            |
| 1991 | 平成03 | 303位 | 019位 |                                            |
| 1992 | 平成04 | 457位 | 020位 |                                            |
| 1993 | 平成05 | 706位 | 025位 | この年を最後に中央競馬での産駒がいなくなる |
| 1994 | 平成06 | 878位 | 013位 | 産駒の現役競走馬がいなくなる               |
| 1995 | 平成07 |       | 021位 |                                            |
| 1996 | 平成08 |       | 030位 |                                            |
| 1997 | 平成09 |       | 052位 |                                            |
| 1998 | 平成10 |       | 077位 |                                            |
| 1999 | 平成11 |       | 092位 |                                            |
| 2000 | 平成12 |       | 168位 | ※以降割愛                                  |

- 通算のアーニングインデックスは0.90（コンパラブルインデックスは1.15）[106]

#### 日本での主な産駒とその戦績
- キョウエイプロミス - 最優秀古牡馬[59]。天皇賞、毎日王冠、ダイヤモンドS[22][1][57]
- マーサレッド - 最優秀3歳牝馬[59]。函館3歳S3着[22][57]
- ハシローディー - 鳴尾記念[GII]、中京記念[GIII]、京都4歳特別、日経新春杯[GII]2着、京都記念2着、小倉記念2着[22][57]
- カツラギハイデン - 阪神3歳S[GI]、きさらぎ賞[GIII]4着[22][57]
- ナカミサファイヤ - 新潟記念、オークス2着、クイーンC2着[1][57]
- テイオージャ - 東京障害特別、ダービー3着、オールカマー3着[1][22][57]
- ミサキマリヌーン - 報知オールスターC、大井記念3着[22][57]
- ノースオーシャン - 平和賞、全日本3歳優駿2着、ダイオライト記念3着[107][57]
- ダイニテンリオー - 神戸新聞杯3着、中京記念3着、日経新春杯4着[1][22]
- ダイワキミコ - 道営・北海道3歳優駿[1][57]
- ブルーリック - 北関東菊花賞[57]
- ニットウフレッシュ - 4歳牝馬特別（オープン）[57]
- サニーボールド - 石川・サラブレッド大賞典[57]
- ヤマニンボールド - 7勝。種牡馬[108]
- ヒダカスピード - 10賞。種牡馬

### 母の父
ボールドリックは種牡馬として一定以上の成功を収めたが、ほかのラウンドテーブル産駒と比べて特別成功したというほどでもない。しかし、ブルードメアサイアー(BMS)としては優秀で、その代表格はイギリスとアイルランドでG1競走を3勝したキングスレイク(Kings Lake)である。特に1982年には多くの活躍馬が出て、フランスのブルードメアサイアーチャンピオンになった。
日本でもマイル路線で活躍したホクトヘリオス・ホクトビーナスの兄妹をはじめ、スーパープレイ（札幌記念）、サクラハイスピード（東京盃）など数多くの重賞勝馬を出している。特にサクラハイスピードが活躍した1994年のBMSランキングは、地方競馬で5位、日本総合で13位となった。
- ボールドリックを母の父とする主な重賞勝馬

※外国馬に関してはG1優勝馬および日本輸入馬のみ。日本馬に関しては複数の重賞を勝ったもののみを記載。＊は日本輸入馬を表す。
- Kings Lake - サセックスS[G1]、アイルランド2000ギニー、ジョーマグラス記念[G1]
- ＊ペルセポリスII - リュパン賞[G1]、ノアイユ賞[G2]。日本輸入種牡馬
- Sharaya - ヴェルメイユ賞[G1]、ノネット賞[G3]
- ＊サーモンリープ - ニジンスキーS[G2]。日本輸入種牡馬
- ホクトヘリオス - 中山記念、京成杯3歳S、東京新聞杯、京王杯AH、函館3歳S、マイルCS2着、朝日杯3歳S2着
- スーパープレイ - 札幌記念、珊瑚冠賞、建依別賞
- サクラハイスピード - 東京盃2回、川崎記念、関東盃、埼玉新聞杯、グランドチャンピオン2000
- エクセルワイザー - 道営記念、瑞穂賞
- マリンオーシャン - 北関東菊花賞、高崎ダービー
- ハヤカツエース - クイーンカップ2回、ひまわり賞

## ボールドリック年表
- 1958年 - ラウンドテーブルが全米年度代表馬になる
- 1960年 - ラウンドテーブルが種牡馬入り。
- 1961年

- 05月 - ケンタッキー州で生まれる。

- 1963年 - ボールドリックが競走年齢（2歳）に達する

- サラマンドル賞2着
- グランクリテリウム着外

- 1964年

- 04月 - ジェベル賞2着
- 04月 - 2000ギニー優勝
- 06月 - ダービー5着
- 07月 - エクリプスS2着
- 09月 - パース賞優勝
- 10月 - チャンピオンS優勝
- この年、父ラウンドテーブルはイギリス種牡馬ランキング3位になる

- 1965年

- 競走馬を引退

- 1966年 - 種牡馬デビュー
- 1967年 - 初年度産駒が誕生
- 1969年 - 最初の世代が競走年齢に達する。

- ウィザウトフィアがヘロド賞優勝
- フランス種牡馬ランキング2歳部門で8位

- 1970年

- ＊アイリッシュボールがヘロド賞優勝
- フランス種牡馬ランキングで総合12位、2歳部門で3位

- 1971年

- Favolettaがアイルランド1000ギニー優勝
- 06月 - アイリッシュボールがアイルランドダービー優勝
- 10月 - アイリッシュボールがワシントンDC国際招待で2着になる。
- イギリス種牡馬ランキング総合4位

- 1972年

- 1月 - 産駒のフォンタラバルが日本へ輸入される
- 持込馬のボストンクインが中央競馬で2勝
- 父ラウンドテーブルが北米の種牡馬チャンピオンになる。

- 1973年

- 1月 - 日本へ輸出。
- Banjerがラロシェト賞優勝
- ダイレクトフライトがジャンドショードネイ賞、フォイ賞優勝
- フランス種牡馬ランキングで総合13位、2歳部門で9位

- 1974年 - 日本で種牡馬として供用開始。
- 1975年 - 日本での初年度産駒が誕生

- ザブがヘンリー2世ステークス優勝
- アイリッシュボールが日本へ輸入される。

- 1976年

- オーストラリアの1975/76シーズンでウィズアウトフィアー産駒が1年目種牡馬としては世界最多となる30頭（49勝）が勝馬となる。2歳種牡馬チャンピオンになる。
- Balteusがサンロマン賞優勝
- ウィザウトフィア産駒のアンナウェアがVRCダービー優勝

- 1977年 - 日本での初年度産駒が競走年齢に達する
- 1978年
- 1979年

- 5月 - ナカミサファイヤが優駿牝馬2着

- 1980年

- 5月 - テイオージャが日本ダービー3着
- 8月 - ナカミサファイヤが新潟記念優勝
- 9月 - ダイワキミコが北海道3歳優駿優勝
- 日本種牡馬ランキング総合24位

- 1981年

- ヘッドオーバーヒールズがオーストラリアで1980/81年シーズンの新種牡馬チャンピオンになる。
- 9月 - 孫のハセシノブ（父アイリッシュボール）がオールカマーに勝つ。
- 娘の産駒キングスレイクがサセックスS、愛2000ギニー、ジョーマグラス記念に勝つ。

- 1982年

- 4月 - キョウエイプロミスがダイヤモンドS優勝
- 5月 - ハシローディーが京都4歳特別優勝
- 　- 娘の産駒＊ペルセポリスIIがリュパン賞、ノアイユ賞優勝
- 　- 娘の産駒Bal des Feesがトーマスブライアン賞優勝
- 10月 - キョウエイプロミスが毎日王冠優勝
- 12月 - キョウエイプロミスが有馬記念で3着になる
- フランスでブルードメアサイヤーチャンピオンになる。
- 日本種牡馬ランキング総合8位

- 1983年

- 甥のホースメンワイルドが宝塚記念3着
- 娘の産駒＊サーモンリープがニジンスキーS、ホワイトホールS、テトラークSに勝つ。
- 7月 - ミサキマリヌーンが報知オールスターC優勝
- 10月 - キョウエイプロミスが天皇賞優勝。マーサレッドが京都3歳Sに優勝。
- 11月 - キョウエイプロミスが日本馬としては初となるジャパンカップ2着。
- 12月 - マーサレッドが3歳牝馬S優勝。
- キョウエイプロミスが最優秀古牡馬、マーサレッドが最優秀2歳牝馬に選出。

- 1984年

- 2月 - ハシローディーが中京記念優勝
- 3月 - ハシローディーが鳴尾記念優勝
- 11月 - テイオージャが東京障害特別優勝

- 1985年

- 12月 - カツラギハイデンが阪神3歳S優勝

- 1986年

- 8月 - 日本で死亡。
- 10月 - 種牡馬登録抹消。
- 11月 - ブルーリックが北関東菊花賞優勝

- 1987年

- 11月 - ノースオーシャンが平和賞優勝

- 1988年
- 1989年

- 10月 - サニーボールドがサラブレッド大賞典優勝

- 1994年 - 地方競馬でのBMSランキング5位（主な活躍馬はサクラハイスピード）

## ボールドリックの同世代の著名馬
特にボールドリックと直接関連のあったもの。
- ＊ネプテューヌス - フランスで走り、グランクリテリウムではボールドリックを破る。3歳になってプールデッセプーラン優勝。のちに日本で種牡馬となる。
- ショウダウン(Showdown) - イギリスの2歳チャンピオン。ボールドリックが勝った2000ギニーの1番人気。のちにオーストラリアで種牡馬チャンピオンとなる。
- サンタクロース - イギリスダービー馬。種牡馬になるが早死した。
- ＊ファバージ - ボールドリックの勝った2000ギニーで2着。のちに日本で種牡馬として大成功した。
- ルファビュルー - フランスで中長距離で活躍し、フランスダービーなどに勝った。フランスでBMSチャンピオンとなる。
- ＊インディアナ - ボールドリックが負けたダービーの2着馬。のちにセントレジャー優勝。日本で種牡馬として成功する。
- ＊プリンスロイヤル - 同世代のイタリア馬。サンタクロースを破って凱旋門賞に勝った。種牡馬としては不成功で、のちに日本に輸入された。
- デリングドゥ(Derring-Do) - ボールドリックが勝った2000ギニーで惨敗した。のちに種牡馬として大成功した。

このほか、ボールドリックとは直接関わらなかった同年生まれのものとして、シンザン、ノーザンダンサー、レイズアネイティヴなどがいる。Category:1961年生 (競走馬)も参照。